# District d'Orange
Le district d'Orange est une ancienne division territoriale française du département de la Drôme en 1790 puis des Bouches-du-Rhône de 1790 à 1793 et enfin du Vaucluse de 1793 à 1795.
Il était composé des cantons d’Orange, Bollene, Camaret, Cecile, Courthezon, Mondragon, Rochegude, Valreas et Visan.

## Démographie
| Communes   | En 1793 | %       | En 1800 | %       |
| ---------- | ------- | ------- | ------- | ------- |
| Orange     | 7 000   | 31,75 % | 7 270   | 33,51 % |
| Bollene    | 4 052   | 18,38 % | 4 064   | 18,73 % |
| Camaret    | 2 020   | 9,16 %  | 2 035   | 9,38 %  |
| Cecile     | 1 502   | 6,81 %  | 1 462   | 6,74 %  |
| Courthézon | 2 600   | 11,79 % | 2 364   | 10,90 % |
| Mondragon  | 1 850   | 8,39 %  | 1 787   | 8,24 %  |
| Rochegude  | 1 020   | 4,63 %  | 1 000   | 4,61 %  |
| Visan      | 2 000   | 9,07 %  | 1 714   | 7,90 %  |
| Total      | 22 044  | 100 %   | 21 696  | 100 %   |